# Stenocoelium trichocarpum
Stenocoelium trichocarpum là một loài thực vật có hoa trong họ Hoa tán. Loài này được Schrenk miêu tả khoa học đầu tiên năm 1841.